# Campoplex campoplegiformis
Campoplex campoplegiformis là một loài tò vò trong họ Ichneumonidae.